# ملفين كارتر
ملفين كارتر (بالإنجليزية: Melvin Carter III)‏ هو سياسي أمريكي، ولد في 1979 في سانت بول في الولايات المتحدة. حزبياً، نشط في حزب العمال المزارعين الديمقراطيين في مينيسوتا. وقد انتخب Mayor of Saint Paul, Minnesota ‏ (3 يناير 2018 – ) وانتخب member of the Saint Paul City Council ‏ (2008 – 2013).

## وصلات خارجية
- الموقع الرسمي